# Sigismund Frans av Främre Österrike
Sigismund Frans av Främre Österrike, född 1630, död 1665, var regerande hertig av Främre Österrike från 1662 till 1665. 